# Igazságszolgáltatás elleni bűncselekmények
A magyar Büntető Törvénykönyv XXVI. Fejezetében szabályozza az igazságszolgáltatás elleni bűncselekményeket.
Ezeknek a  bűncselekményeknek  önálló fejezetbe szerkesztését - a korábbi szabályozással összhangban - e bűncselekmények sajátos jogtárgya indokolja.

## A hatályos szabályozás
A magyar Büntető Törvénykönyv XXVI. Fejezetében szabályozza az igazságszolgáltatás elleni bűncselekményeket. Új különös részi tényállás lett a tanúvallomás jogosulatlan megtagadása (Btk. 277. §) és a kényszerítés hatósági eljárásban (Btk. 278. §).
A fejezet alá tartozó bűncselekmények a következők:
- a hamis vád (Btk. 268 - 270. §)
- a hatóság félrevezetése (Btk . 271 . §),
- a hamis tanúzás (Btk . 272-275. §),
- a hamis tanúzásra felhívás (Btk. 276. §),
- a tanúvallomás jogosulatlan megtagadása (Btk. 277 . §),
- a kényszerítés hatósági eljárásban (Btk. 278. §),
- a hatósági eljárás megzavarása (Btk . 279. §),
- a mentő körülmény elhallgatása (Btk. 281 . §),
- a hivatalos személy eljárása során elkövetett bűnpártolás [Btk . 282. § (3) bekezdés d) pont],
- az ügyvédi visszaélés (Btk. 285 . §),
- a zugírászat (Btk. 286. §),
- a nemzetközi bíróság előtt elkövetett igazságszolgáltatás elleni bűncselekmény (Btk. 289. §).

## Jogi tárgy
A hazai és nemzetközi bíróságok, valamint a különböző eljárásokban hozzájuk kapcsolódó, az igazságszolgáltatásban tevékenykedő hatóságok és más személyek zavartalan, befolyásolástól mentes eljárásához (az igazságszolgáltatás rendjéhez) fűződő társadalmi érdek.

## Története
Az 1978. évi IV. törvényben egyetlen fejezet alá tartoztak Az államigazgatás, az igazságszolgáltatás és a közélet tisztasága elleni bűncselekmények (XV. fejezet). Ezen belül a VI. cím alá tartoztak az igazságszolgáltatás elleni bűncselekmények, amelyek a következők voltak: 
- Hamis vád
- Hatóság félrevezetése
- Hamis tanúzás
- Hamis tanúzásra felhívás
- Hatósági eljárás akadályozása
- Igazságszolgáltatással összefüggő titoksértés
- Mentő körülmény elhallgatása
- Bűnpártolás
- Fogolyszökés
- Fogolyzendülés
- Ügyvédi visszaélés
- Zugírászat
- Zártörés
- a bírósági végrehajtás akadályozása
- Nemzetközi bíróság előtt elkövetett igazságszolgáltatás elleni bűncselekmény